# Xylariales
Xylariales é uma ordem de fungos da classe Sordariomycetes, divisão Ascomycota. É a única ordem da subclasse Xylariomycetidae. Foi  circunscrita em 1932 pelo micologista sueco John Axel Nannfeldt.